# Герберга Саксонска
Герберга Саксонска (Gerberga; * 913; † 5 май вероятно 984 или 3 февруари 969) е херцогиня на Лотарингия и кралица на Франция, съпруга на крал Луи IV (Каролинги).

## Биография
Тя е второто дете и най-възрастната дъщеря на немския крал на Източното франкско кралство Хайнрих I Птицелов и втората му съпруга Матилда Вестфалска. Сестра е на император Ото I Велики и на Хайнрих I (херцог на Бавария).
Герберга е високо образована и красива жена. Тя се омъжва през 928 г. за херцог Гизелберт от Лотарингия, син на херцог Регинхар I (Регинариди). Той се удавя през 939 г. в Рейн по време на въстанието на нейния брат Хайнрих I. Герберга е вдовица на 26 години и се омъжва за Луи IV (Франция) (* 920; † 954), крал на Западното франкско кралство от 936 до 954 г. През 954 г. Луи IV пада от кон и умира след това. Герберга става регентка на 13-годишния им син Лотар (* края на 941; † 2 март 986).
От 959 г. Герберга е игуменка на Notre-Dame в Соасон и остава политически активна. През 965 г. тя участва в събранието на брат ѝ Ото I в Кьолн, където нейният син се оженил за Емма, доведената дъщеря на Ото.
Герберга умира на 5 май вероятно 969 г. и е погребана в манастира Saint Rémi в Реймс.

## Деца
Герберга има от двата си брака единадесет деца.
От брака ѝ с Гизелберт от Лотарингия произлизат:
- Хайнрих († пр. 944)
- Хадвиг (умира млада)
- Алберада, ∞ с граф Райналд от Руси (Roucy)
- Герберга († сл. 978), ∞ с граф Алберт I от Вермандоа

От брака ѝ с Луи IV от Франция произлизат:
- Лотар (* 941, † 986), крал на Франция 954, ∞ 966 Емма Италианска, дъщеря на крал Лотар II от Италия
- Матилда (* края на 943, † сл. 26 ноември 981), ∞ 964 Конрад III крал на Бургундия († 993) (Велфи)
- Карл (* януари 945, † пр. 953)
- дъщеря (* началото на 948)
- Лудвиг (* декември 948, † пр. 10 септември 954)
- Карл (* 953, † сл. 991) близнак, херцог на Долна Лотарингия (977 – 991)
- Хайнрих (* лятото 953, † скоро след кръщението) близнак